# Glanidium cesarpintoi
Glanidium cesarpintoi är en fiskart som beskrevs av Ihering 1928. Glanidium cesarpintoi ingår i släktet Glanidium och familjen Auchenipteridae. Inga underarter finns listade i Catalogue of Life.